# Čchen Si
Čchen Si (čínsky pchin-jinem Chén Xī, znaky zjednodušené 陈希; * 16. září 1953) je čínský komunistický politik, ředitel Stranické školy při ústředním výboru Komunistické strany Číny (od 2017) a člen ústředního výboru Komunistické strany Číny (od 2012). Předtím byl členem politbyra, tajemníkem sekretariátu (obojí 2017–2022) a vedoucím organizačního oddělení ÚV KS Číny (2017–2023). Po studiích na univerzitě Čching-chua (1975–1982) na ni do roku 2008 zůstal jako funkcionář svazu mládeže a komunistické strany a přednášející. Poté pracoval na ministerstvu školství a krátce ve vedení provinční organizace KS Číny v Liao-tungu, od roku 2013 působil jako zástupce vedoucího organizačního oddělení ÚV KS Číny.

## Život
Čchen Si se narodil 16. září 1953 ve Fu-čou v provincii Fu-ťien. V letech 1970–1975 pracoval v továrně při univerzitě ve Fu-čou, poté čtyři roky studoval chemii na univerzitě Čching-chua. Na univerzitě se spřátelil se Si Ťin-pchingem, který na univerzitě také studoval. Během studia Čchen Si roku 1978 vstoupil do Komunistické strany Číny. Po absolvování na Čching-chua se roku 1979 nakrátko vrátil na univerzitu ve Fu-čou, kde přednášel. V září 1979 zamířil zpět na Čching-chua, kde v letech 1979–1982 dokončil magisterské studium. Poté zůstal na univerzitě jako funkcionář tamní organizace komunistické strany a svazu mládeže. V letech 1990–1992 působil na Stanfordově univerzitě jako hostující vědecký pracovník. Potí se vrátil na Čching-chua, od roku 1993 se stal zástupcem tajemníka univerzitní stranické organizace a předsedou univerzitních odborů. V letech 2002–2008 vedl stranickou organizaci na univerzitě. Na XVI. sjezdu KS Číny v listopadu 2002 byl zvolen členem ústřední komise pro kontrolu disciplíny KS Číny (znovuzvolen 2007, do 2012).
V listopadu 2008 se stal náměstkem ministra školství. V září 2010 byl vyslán do provincie Liao-ning, kde působil jako zástupce tajemníka provinčního výboru KS Číny. V dubnu 2011 se vrátil do Pekingu na místo místopředsedy a vedoucího sekretariátu Čínské asociace pro vědu a technologie. Na XVIII. sjezdu KS Číny v listopadu 2012 byl zvolen členem ústředního výboru (znovuzvolen 2017 a 2022).
V dubnu 2013, několik měsíců po nástupu Si Ťin-pchinga do funkce generálního tajemníka KS Číny, byl Čchen Si přeložen na pozici výkonného zástupce vedoucího organizačního oddělení ústředního výboru Komunistické strany Číny. Čchen je všeobecně považován za důvěrníka a spojence Si Ťin-pchinga.
Na závěr XIX. sjezdu KS Číny v říjnu 2017 byl zvolen členem politbyra a tajemníkem sekretariátu a také převzal místo vedoucího organizačního oddělení ÚV KS Číny a stal se i ředitelem Stranické školy při ÚV KS Číny.
Na XI. sjezdu KS Číny v říjnu 2022 nebyl kvůli vysokému věku (69 let) již zvolen do politbyra a sekretariátu, zůstal však členem ústředního výboru a zůstalo mu i vedení organizačního oddělení ÚV a ústřední stranické školy. Až v dubnu 2023 předal funkci vedoucího oddělení Li Kan-ťieovi.